# Leptogorgia maghrebensis
Leptogorgia maghrebensis är en korallart som först beskrevs av Stiasny 1936.  Leptogorgia maghrebensis ingår i släktet Leptogorgia och familjen Gorgoniidae. Inga underarter finns listade i Catalogue of Life.